# 丹·奎尔
詹姆斯·丹佛斯·“丹”·奎尔（英語：James Danforth "Dan" Quayle，1947年2月4日—）是一名美国政治人物，第44任美国副总统，曾分别担任代表印第安纳州的聯邦參議員和聯邦眾議員。現任博龙资产管理旗下主管。

## 早期生活、教育和職業

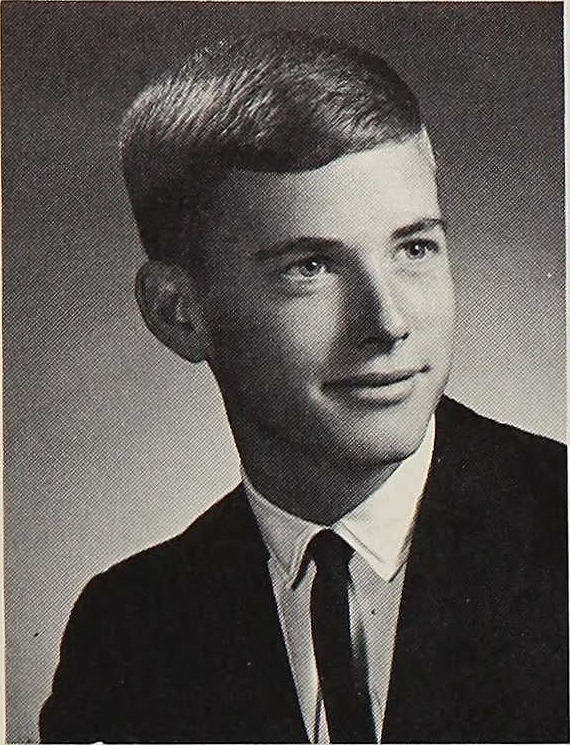
1965年的丹·奎尔

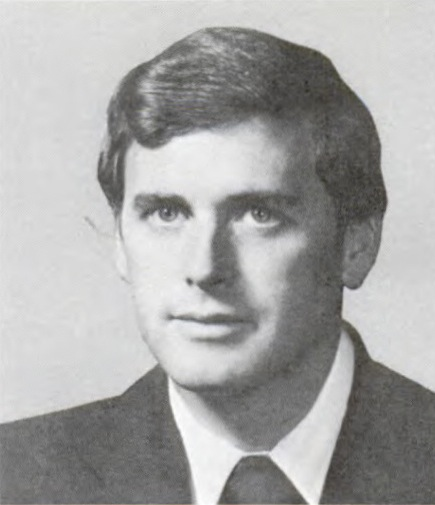
在國會任職的丹·奎尔(1977)

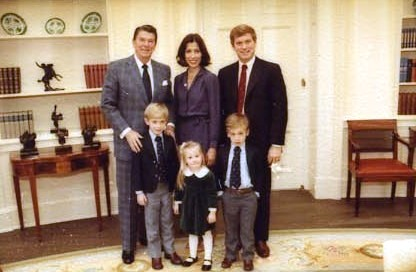
奎爾和他的家人與羅納德·裡根(1981年)

奎尔在印第安纳州的首府印第安纳波利斯印第安那大學衛理公會醫院出生。1969年在德葩大学毕业，并取得政治科学学士的资格，畢業後加入不會被外派到越南戰場的美國國家衛隊陸軍擔任士官，並於服役期間取得印第安纳大学法學院-印第安納波利斯法學士（J.D.）。其后在1976年以29岁的年轻形象赢取了众议员的资格。33岁时，再被选为参议员。

## 政治生涯

### 1988年總統選舉
1988年8月16日，在共和黨全國代表大會上，乔治·赫伯特·沃克·布什選擇奎爾為1988年美國總統選舉的競選夥伴，即將卸任的列根就讚揚奎爾有精力和熱情。然而有些媒體質疑他是否有足夠的經驗能夠勝任副總統這個職位，因為奎爾在回答一些問題時似乎有感到不安的狀況，有時還迴避這些問題，因而引發爭議。
在1988年的副总统电视辩论上，奎尔自比約翰·肯尼迪以说明自己的年轻有为，被民主党副总统候选人勞埃德·本特森奚落：“参议员，你根本不像肯尼迪”，这成为他政治生涯中最著名的镜头之一。儘管布希在大會召開前的民調比以前下降了15分，但在11月的總統選舉中取得48,886,097張選票（53.4%），也從538張選舉人票中取得426張選票，成功擊敗民主黨對手麥可·杜卡基斯。

### 上任
在上任副總統後，奎爾以副總統的身份出訪47個國家。奎爾作為國家安全委員會的負責人，他呼籲大家共同努力以減少小行星潛在撞擊地球的機會。而布什亦任命奎爾為競爭力委員會主席、國家太空委員會第一任主席。

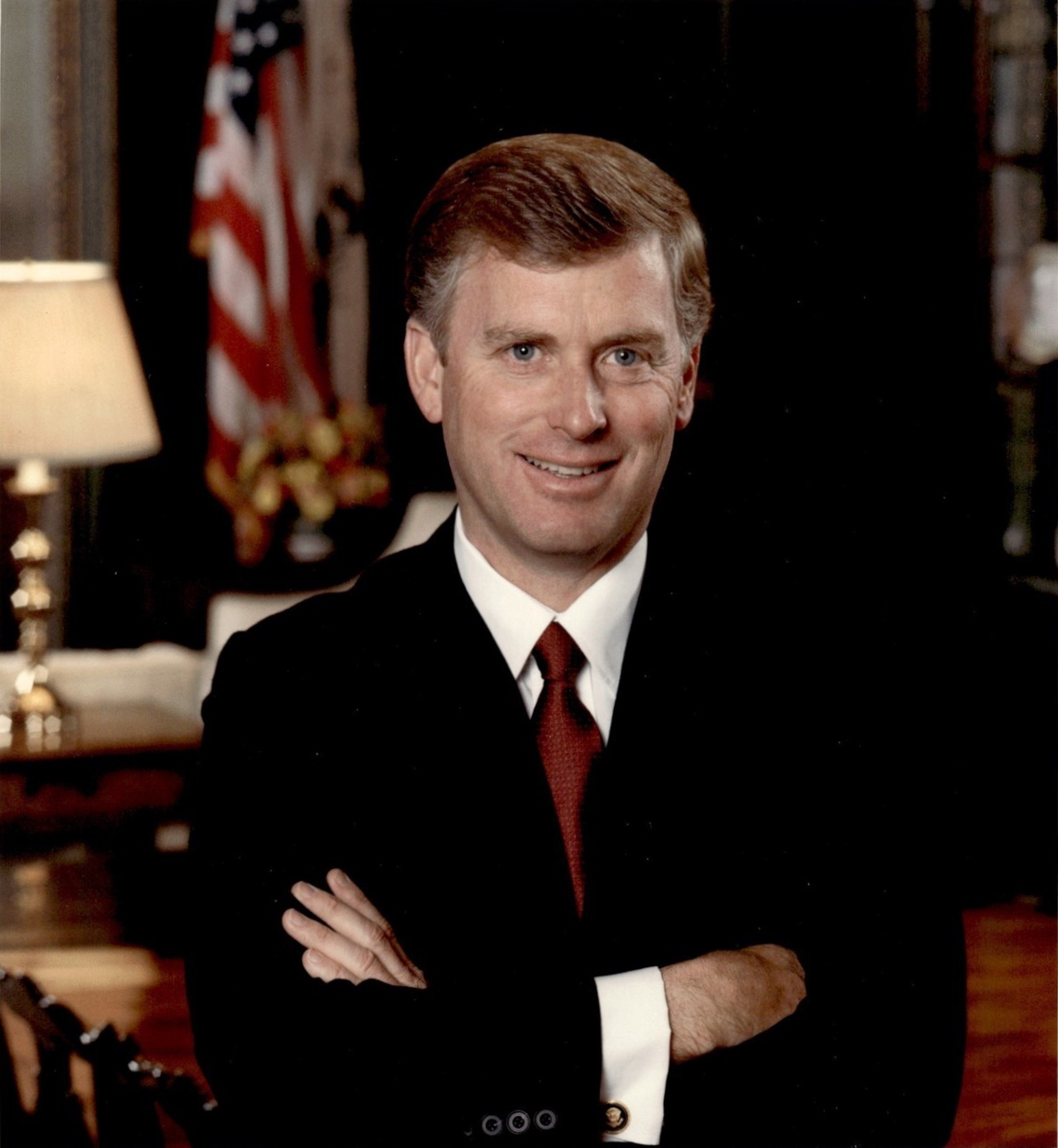
時任副總統的奎爾（1990）

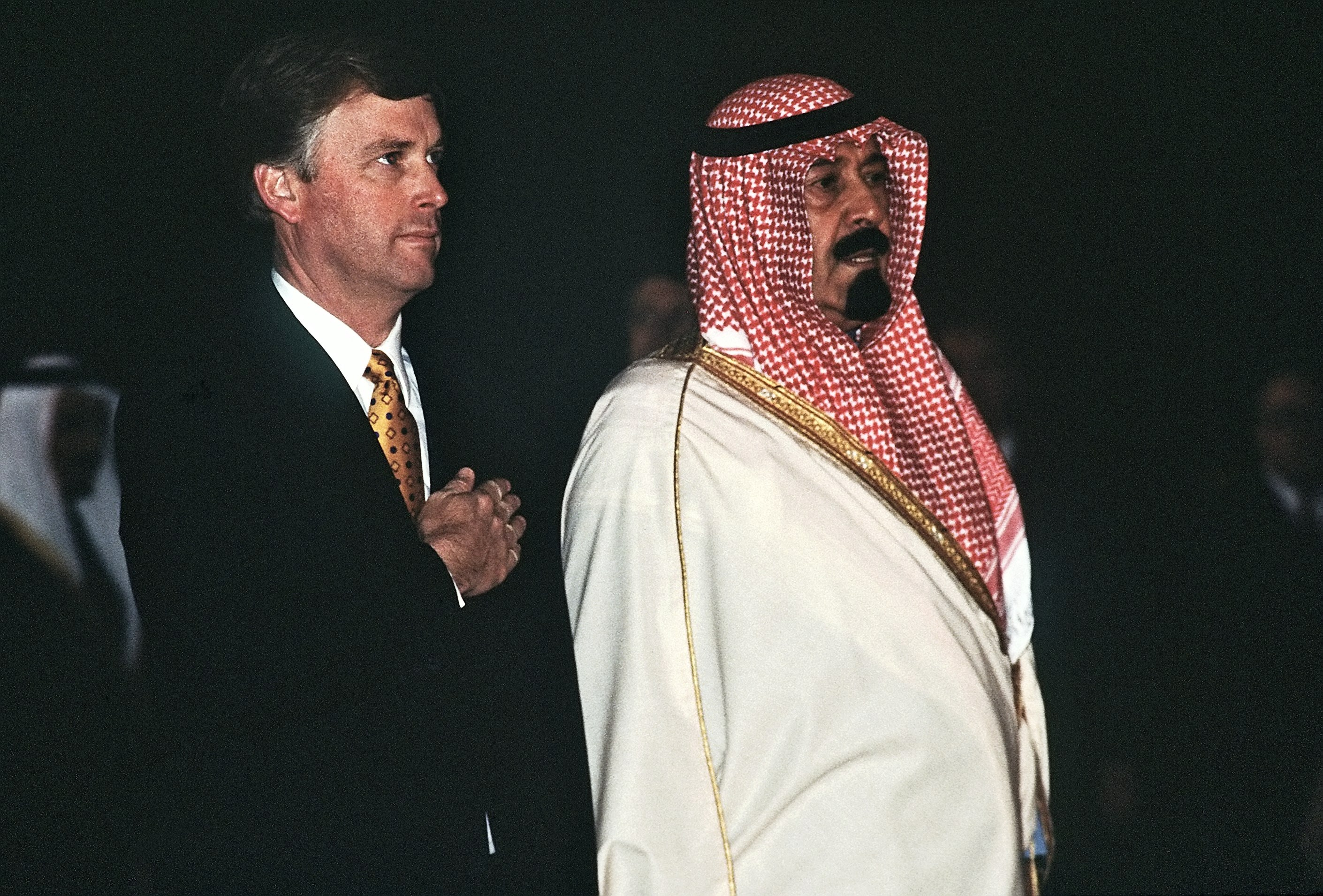
副總統奎爾與沙特阿拉伯国王阿卜杜拉·本·阿卜杜勒-阿齐兹·阿勒沙特會面

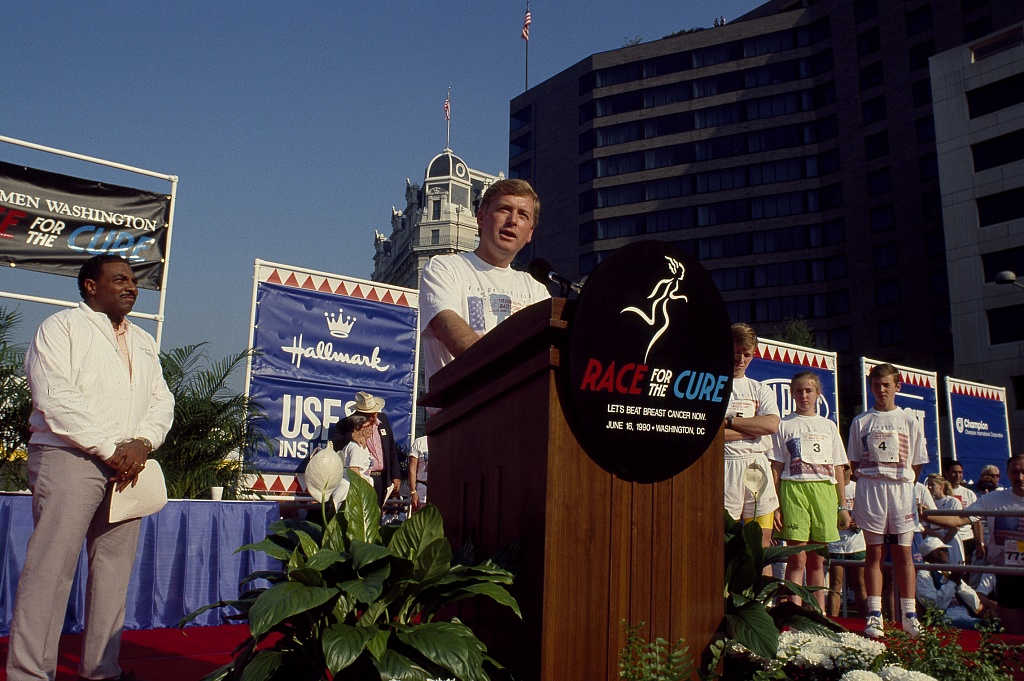
副總統奎爾發表演講（1990）

奎尔亦是美国传媒取笑的对象之一。其中一次他在传媒面前跟一班小学生练习英语拼字时出丑，當時他指一位小學生把“potato”（马铃薯）拼错了，因為他認為正確的拼法應該是“potatoe”，由於他的這次訪問是直播，这件事情立即成為了全國的笑柄，並使奎尔背上了“不学无术”的名声，严重地影响了他的公众形相；另一方面，他亦因為這件事而“榮獲”1991年搞笑諾貝爾獎教育獎，“因為他示範了科學教育的重要性”。此外在RFC文件的惡搞版本RFC 1437當中有部份內容以他為取笑對象。

### 1992總統選舉
1992年他與老布希競選，結果只取得39,104,550張選票（37.5%）的得票率，只取得168張選票人票，敗給了比尔·克林顿和阿尔·戈尔。

## 卸任之後（1993至今）
卸任後，他曾於1996年參選印第安納州長和2000年美國總統選舉，但最終在黨內提名中落敗。往後在亞利桑那州定居。其長子亦曾為該州的聯邦眾議員。

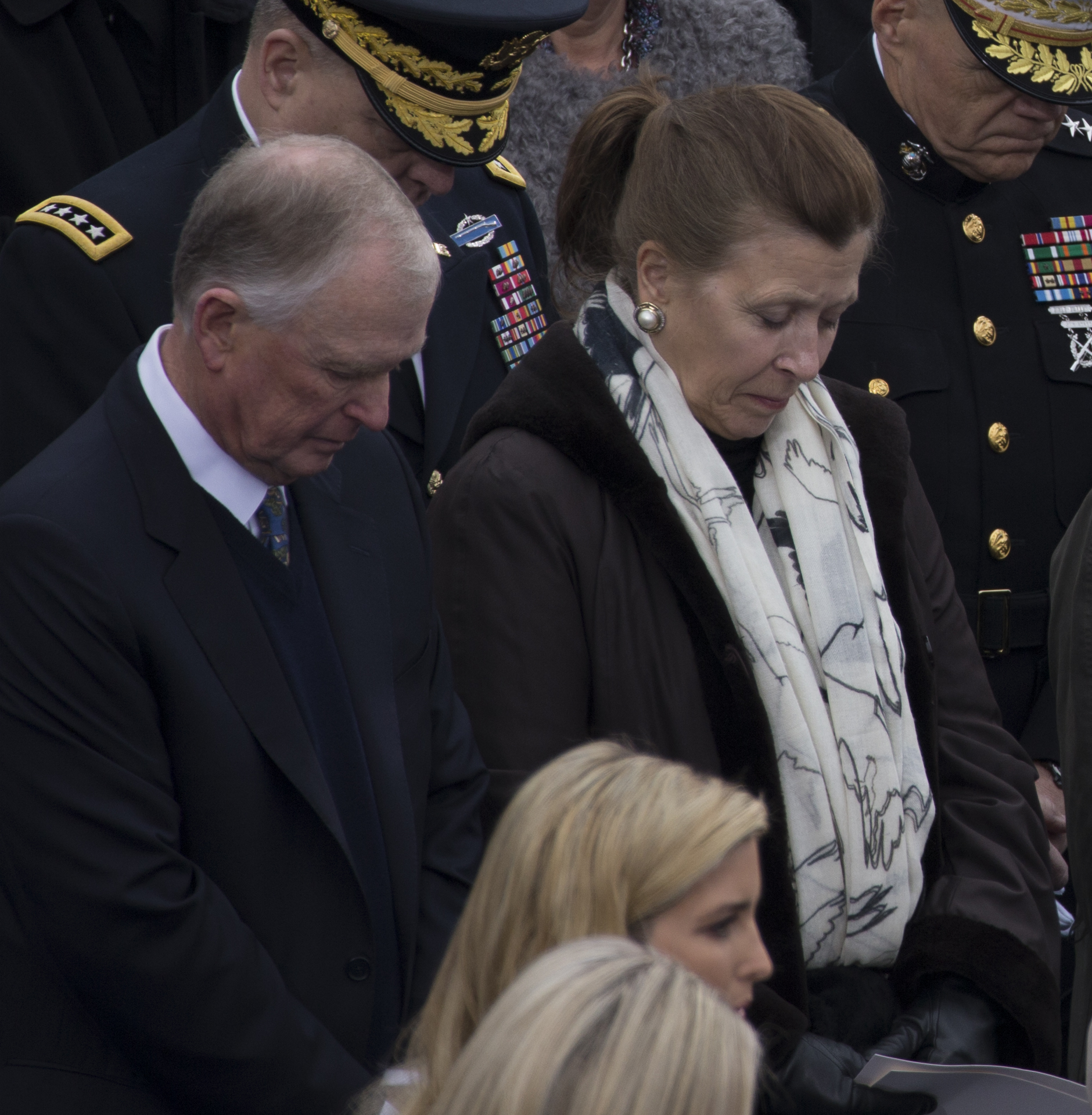
2017年，奎爾和他的妻子出席唐納·川普的總統就職典禮

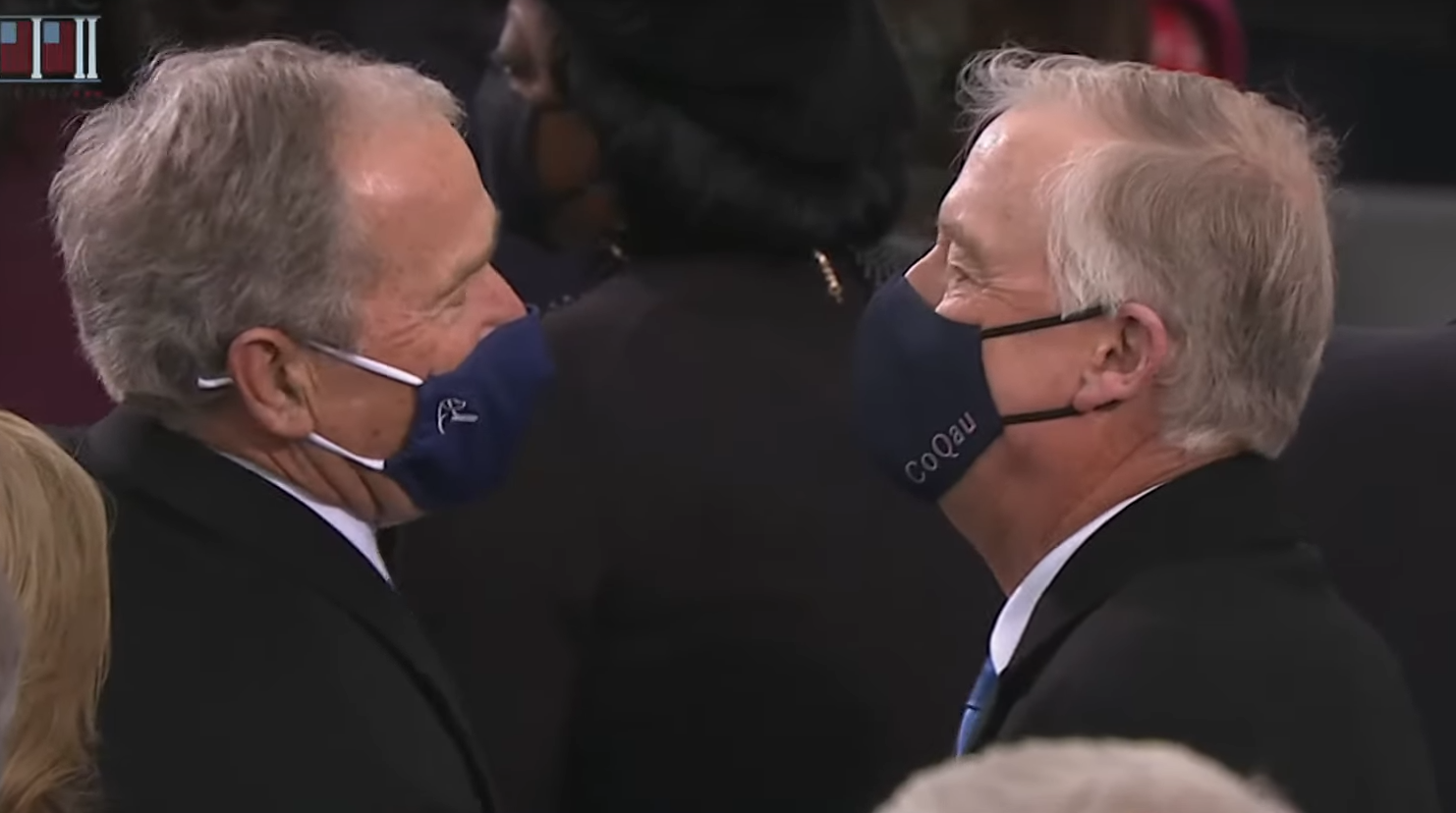
2021年，奎爾和乔治·沃克·布什（左）出席乔·拜登的總統就職典禮

| 前任： 乔治·赫伯特·沃克·布什 | 美国副总统 1989年－1993年 | 繼任： 阿尔·戈尔 |